# 福田寺
37°56′24″N 112°51′29″E / 37.94000°N 112.85806°E
福田寺位于中国山西省寿阳县平头镇黑水村，2006年被列为第六批全国重点文物保护单位。
福田寺始建于唐，元至顺四年（1333年）重建。寺坐北朝南，占地约800平方米，有正殿、过殿和东西配殿等建筑，其中正殿为元代建筑，过殿为明代建筑。正殿面阔进深各三间，悬山顶，斗栱为五铺作双下昂，补间铺作各两朵。